# Lycosa piochardi
Lycosa piochardi är en spindelart som beskrevs av Simon 1876. Lycosa piochardi ingår i släktet Lycosa och familjen vargspindlar.
Artens utbredningsområde är Syrien. Utöver nominatformen finns också underarten L. p. infraclara.